# Rokiškis
Rokiškis város Litvániába északkeleti részén, Panevėžys megyében. Lakosainak száma kb. 13 000 fő.